# Pelagio di Cordova
San Pelagio di Cordova (Crecente, 912 – Cordova, 26 giugno 925) fu un leggendario martire spagnolo, vittima dei musulmani di ʿAbd al-Raḥmān III, allora emiro di Cordova, che dal X secolo è venerato come santo, particolarmente dagli spagnoli. Tuttavia non vi sono prove storiche certe del suo martirio.
Su Pelagio vi sono tre documenti agiografici che risalgono alla prima metà X secolo e sono datati alcuni decenni dopo gli avvenimenti narrati.

## Agiografia
Al tempo degli avvenimenti di cui si tratta, la regione di al-Andalus, nella Penisola Iberica, era già in mano ai musulmani da un paio di secoli e la narrazione agiografica, che tematizza il conflitto fra cristiani e musulmani, ha luogo a Cordova, capitale dell'omonimo emirato. Lo zio di Pelagio (altre fonti dicono il nonno), il vescovo Ermogio, dopo una battaglia fra mori e cristiani, avvenuta nel 920 o 921, cadde in mano musulmana. In cambio della propria libertà egli lasciò in ostaggio il proprio nipote decenne all'emiro ʿAbd al-Raḥmān III. Pelagio rimase tre anni prigioniero.
Una versione moderna della sua storia è che l'emiro rimase impressionato dal ragazzo allorché questi compì i tredici anni e gli offrì la libertà in cambio della sua abiura del cristianesimo e della conversione all'islam, ma il giovane declinò l'offerta, volendo rimanere fedele alla sua fede.
La versione originale invece, prende in considerazione la bellezza dell'adolescente e la concupiscenza omosessuale dell'emiro (o di un signorotto musulmano locale), cui Pelagio oppose netto rifiuto. La conseguenza fu che questi venne sottoposto a tortura con smembramento degli arti fino a morirne, oppure straziato con tenaglie e poi decapitato.

## Fonti scritte

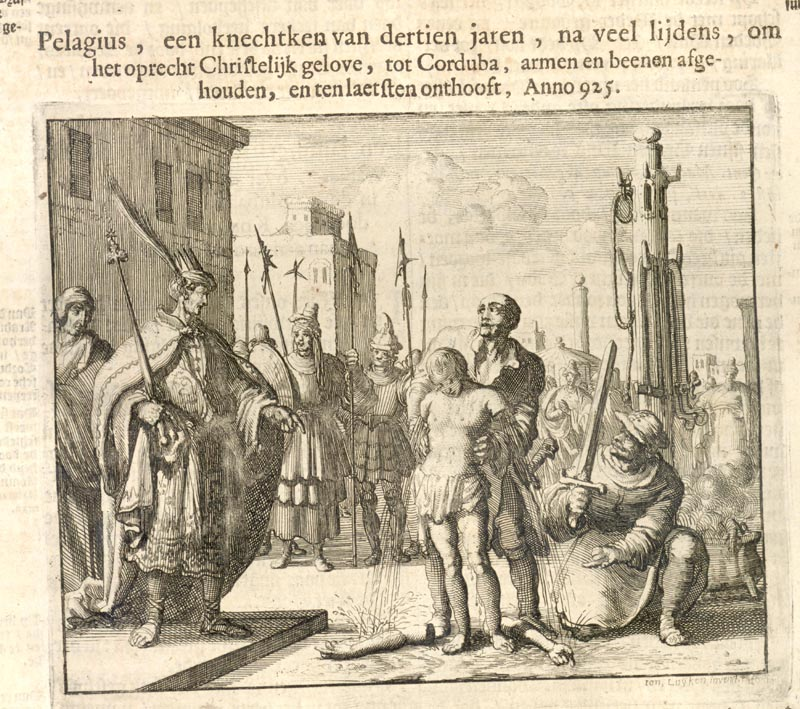
Il martirio del santo in un'incisione

La prima probabile redazione della vicenda risale ad un prete spagnolo di nome Raguel, del quale non sono note altre opere, risalente agli anni tra il 925 ed il 967. Raguel descrive accuratamente la castità e la bellezza di Pelagio, così come la sua devozione religiosa, che nella prigionia si rafforzò ancora. Dopo tre anni e mezzo di carcere, venne portato al cospetto del "re" (forse l'emiro?), che aveva sentito parlare della sua bellezza. Questi gli offrì un alto incarico, se si fosse convertito all'islam, ma Pelagio rifiutò. Anche la liberazione del cristiano era un prezzo troppo basso per Pelagio. Allora il "re" lo toccò (tangere ioculariter) – una presunta avance sessuale – al che Pelagio lo schiaffeggiò e gli sputò addosso. Il "re" gli offrì allora dei giovanetti, che Pelagio rifiutò, come rifiutò, fino a rimaner nudo, i preziosi abiti offertigli dal "re". Per punizione di questo comportamento, il "re" ordinò che Pelagio fosse fatto a pezzi e gettato nel fiume. I resti del povero giovane vennero recuperati e nascosti da pii cristiani per essere inumati in due diversi luoghi: il capo nella chiesa di San Cipriano ed il corpo in quella di San Genesio. Raguel stabilisce la data del decesso il 26 giugno, che, secondo calcoli attuali, avrebbe potuto cadere nel 925 o nel 926. Raguel paragona Pelagio a Gesù Cristo e lo fa diventare idealmente Sposa di Cristo.
Un'altra fonte del X secolo è la Passio Sancti Pelagii Martyris di Roswitha di Gandersheim. Roswitha dichiara di aver rappresentato la Passione di San Pelagio seguendo la narrazione, tramandata oralmente, di un testimone oculare del martirio. Quale fonte abbia utilizzato Roswitha e come la narrazione sia pervenuta in Bassa Sassonia non è noto. Il testo venne redatto tra gli anni 950 – 960 nel convento di Gandersheim (nell'odierna Bad Gandersheim) e descrive in esametri latini la vita ed il martirio di Pelagio. Esso è inserito in altre Vite di santi; quella di Roswitha è comunque la prima e più attuale. Secondo Roswitha Pelagio era un bel giovinetto che un signore (tyrannus) musulmano sodomita di nome Abdrahemen avrebbe condotto al martirio.
La terza fonte è una Messa in liturgia mozarabica che venne redatta nel León probabilmente verso il 967. Questa Messa celebra verosimilmente l'accoglienza delle reliquie di Pelagio nel León.

## Contesto storico
L'emiro ʿAbd al-Raḥmān III viene considerato da alcuni ricercatori storici un sovrano tollerante, che durante il mezzo secolo del suo regno, rinnovò l'amministrazione e rappacificò i numerosi gruppi musulmani fra loro in conflitto. Inoltre la città di Cordova deve a lui importanti opere edilizie. 
Per il clero spagnolo lo splendore della corte musulmana, così come la religione islamica, doveva essere come una spina nel fianco. Il prete Raguel, che redasse la prima presunta storia di Pelagio, descrive il lusso e le seduzioni della corte come pericolose tentazioni contro la fede della minoranza cristiana. La vicenda quindi serve anche a screditare l'islam di fronte alla minoranza cristiana. L'effetto del racconto viene anche rafforzato dalla giovane età del protagonista-martire e dalla peccaminosità dell'emiro. Per alcuni ricercatori la leggenda vale anche come una delle prime condanne degli autori cristiani contro l'omosessualità.
Nel contesto della Reconquista la rioccupazione della penisola iberica da parte delle forze cristiane, la venerazione di Pelagio venne rivendicata. Il culto si estese rapidamente dall'Andalusia alla patria di Pelagio, la Galizia. I resti mortali di Pelagio furono traslati a León tra il 967 ed il 970 ed egli divenne il beneamato patrono di numerose località dell'Andalusia e della Galizia.